# Cànem a Alemanya

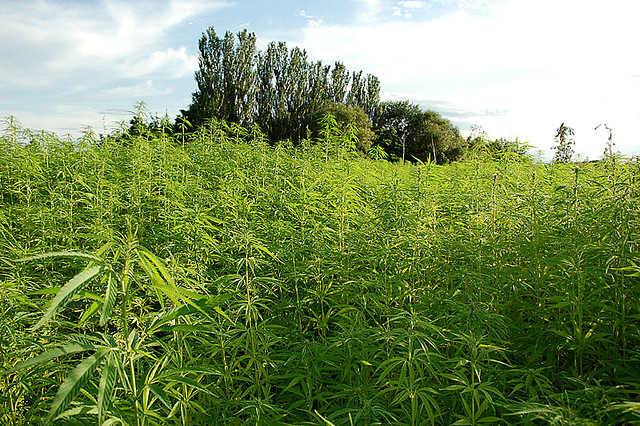
Hanflabyrinth Berlín 2009

A Alemanya, el seu simple ús no és pas penalitzat però la possessió, cultura, etc., suposa una infracció.
El febrer de 2008, set pacients alemanys van poder beneficiar-se d'un tractament mèdic de cànnabis, distribuït sobre ordenança en farmàcies. Amb la finalitat de regular-ne l'ús terapèutic, Alemanya s'inspira en el model del seu país veí, Països Baixos, que en distribueix des de 2003. La quantitat per vendre variava entre 5 i 30 grams segons els lands; a Baviera, per exemple, era molt més estricta que la Baixa-Porcellana. Des de 2007, en canvi, no queden més que tres valors diferents: els lands de Bremen, Berlín i Baixa Saxònia van aturar el seu volum autoritzat a 15 grams, Baden-Württemberg es va decidir per tres unitats de consum (és a dir, 2 grams per unitat de consum, o sigui aprox. 6 grams), i el conjunt dels uns altres länder van fixar el seu límit a 15 grammes.
El gener de 2017, Alemanya va legalitzar l'ús terapèutic del cànnabis per a les patologies mèdiques més greus (càncer, epilèpsia, esclerosi múltiple) sense teràpies alternatives. Els productes es distribueixen en farmàcies i la prescripció és reemborsada per l'assegurança mèdica.